# Liste de batailles de l'Antiquité
Cet article est une liste de batailles de l'Antiquité (jusqu'en 476). 

## Occident (Afrique, Europe et Proche-Orient)

### Avant l'ère chrétienne

#### Avant leVesiècleav. J.-C.
| Bataille                                                  | Date(s)                  | Lieu                                                                  | Résumé                                                                                                |
| --------------------------------------------------------- | ------------------------ | --------------------------------------------------------------------- | --- |
| Guerre dans l'Égypte prédynastique                        |                          |                                                                       | |
| Guerre de l'unification entre la Haute et la Basse-Égypte | vers 3150                | Delta du Nil (Égypte)                                                 | Victoire de Narmer, roi de Haute-Égypte, unification de l'Égypte                                      |
| Conflits entre les Cités-États sumériennes                |                          |                                                                       | |
| Guerre entre Uruk et Kish                                 | vers 2650                | Sumer (Irak), Mésopotamie antique                                     | Victoire d'Uruk sur Kish                                                                              |
| Conflits entre Umma et Lagash                             | vers 2450                | Sumer (Irak), Mésopotamie antique                                     | Victoire de Lagash sur Umma                                                                           |
| Conquêtes de Sargon d'Akkad                               |                          |                                                                       | |
| Guerre entre Sargon d'Akkad et Lugal-zagesi               | vers 2334                | Sumer (Irak), Mésopotamie antique                                     | Victoire de Sargon d'Akkad sur Lugal-zagesi, roi de Sumer                                             |
| Conquêtes d'Hammourabi                                    |                          |                                                                       | |
| Expansion égyptienne en Syrie                             |                          |                                                                       | |
| Bataille de Megiddo                                       | vers 1483                | Megiddo (Israël)                                                      | Victoire des Égyptiens sur une coalition cananéenne                                                   |
| Première bataille de Qadesh                               | vers 1296                | Qadech (Syrie)                                                        | Victoire des Hittites sur les Égyptiens                                                               |
| Siège de Dapour                                           | 1296                     | ? (Galilée)                                                           | Victoire des Égyptiens sur les Hittites                                                               |
| Deuxième bataille de Qadesh                               | 1274                     | Qadech (Syrie)                                                        | Victoire des Égyptiens sur les Hittites                                                               |
| Expansion de l'Assyrie                                    |                          |                                                                       | |
| Bataille de Nihiriya                                      | vers 1230                | Nihiriya (ou Naïri ?) (Nord de la Mésopotamie, à l'est de l'Euphrate) | Victoire des Assyriens sur les Hittites                                                               |
| Invasion de l'Égypte par les Peuples de la mer            |                          |                                                                       | |
| Bataille du delta du Nil                                  | vers 1190                | Delta du Nil (Égypte)                                                 | Victoire des Égyptiens sur les Peuples de la mer                                                      |
| Conquête de la Syrie par les Assyriens                    |                          |                                                                       | |
| Première bataille de Qarqar                               | 853                      | Qarqar (vallée de l'Oronte, Syrie)                                    | Bataille indécise entre les Assyriens et une alliance de 12 rois                                      |
| Campagnes de l'empire néo-assyrien                        |                          |                                                                       | |
| Siège de Gaza                                             | 720                      | Gaza (Palestine)                                                      | Victoire des Assyriens sur la ville de Gaza.                                                          |
| Bataille de Raphia                                        | 720                      | Raphia (Palestine)                                                    | Victoire des Assyriens sur les Égyptiens et le royaume de Gaza                                        |
| Deuxième bataille de Qarqar                               | 720                      | Qarqar (vallée de l'Oronte, Syrie)                                    | Victoire des Assyriens sur une alliance de vassaux révoltés                                           |
| Siège de Lakish                                           | 701                      | Lakish (Shéphélah)                                                    | Victoire des Assyriens sur le royaume de Juda                                                         |
| Siège de Jérusalem                                        | 701                      | Jérusalem (Palestine)                                                 | Capitulation du royaume de Juda qui réintègre l'empire assyrien                                       |
| Bataille de Diyala (en)                                   | 693                      | Nippur et la rivière Diyala (de nos jours en Irak)                    | Victoire des Assyriens sur les Babyloniens, les Élamites et le royaume d'Ellipi                       |
| Bataille de Halule                                        | 691                      | ?                                                                     | Bataille indécise entre les Assyriens et une coalition de Babyloniens, Chaldéens et tribus araméennes |
| Siège de Babylone                                         | 689                      | Babylone                                                              | Victoire des Assyriens sur les Babyloniens                                                            |
| Deuxième guerre de Messénie                               |                          |                                                                       | |
| Bataille d'Hysiai                                         | 669                      | Thyréatide ou Argolide (Grèce)                                        | Victoire d'Argos sur Sparte par l'utilisation révolutionnaire de la phalange.                         |
| Bataille du Grand Fossé                                   | 669                      |                                                                       | Victoire spartiate facile à la suite de la défection d'Argos                                          |
| Troisième guerre de Messénie                              |                          |                                                                       | |
| Bataille de Stényclaros                                   | ?                        | Stenyclaros (Messénie, Grèce)                                         | ? |
| Révolte de Corcyre contre Corinthe                        |                          |                                                                       | |
| ?                                                         | 664                      | ?                                                                     | Bataille navale entre Corcyre et Corinthe                                                             |
| Chute d'Élam                                              |                          |                                                                       | |
| Bataille de Suse                                          | 647                      | Suse (Élam, de nos jours en Iran)                                     | Victoire décisive des Assyriens sur les Élamites                                                      |
| Campagne de l'empire néo-assyrien                         |                          |                                                                       | |
| Bataille d'Ashdod (en)                                    | 635                      | Ashdod (de nos jours en Palestine)                                    | Victoire des Égyptiens sur les Assyriens                                                              |
| Invasion de l'Assyrie par l'Empire Babylonien             |                          |                                                                       | |
| Bataille d'Arrapha (en)                                   | 616 ou 615               | Arrapha (de nos jours en Irak)                                        | Victoire des Mèdes et des Babyloniens sur les Assyriens                                               |
| Siège d'Assur (en)                                        | 614                      | Assur (Assyrie, de nos jours en Irak)                                 | Victoire des Mèdes et des Babyloniens sur les Assyriens                                               |
| Bataille de Ninive (en)                                   | 612                      | Ninive (Assyrie, de nos jours Irak)                                   | Victoire des Mèdes et des Babyloniens sur les Assyriens                                               |
| Bataille de Megiddo                                       | 609                      | Megiddo (Palestine)                                                   | Victoire des Égyptiens sur le royaume de Juda                                                         |
| Siège de Harran (en)                                      | 608 ou 609 ?             | Harran (Assyrie, de nos jours en Turquie)                             | Victoire des Mèdes et des Babyloniens sur les Assyriens                                               |
| Bataille de Karkemish                                     | 605                      | Karkemish (Syrie)                                                     | Victoire décisive des Babyloniens sur les Assyriens et les Égyptiens                                  |
| Chute de Jérusalem                                        | 587                      | Jérusalem (Juda, Israël)                                              | Victoire des Babyloniens sur le royaume de Juda                                                       |
| Guerre des cinq ans des Mèdes contre les Lydiens          |                          |                                                                       | |
| Bataille de l'Éclipse                                     | 28 mai 585               | Sur les rives du fleuve Halys (Anatolie, de nos jours en Turquie)     | Bataille entre les Lydiens et les Mèdes qui se termina sans vainqueur à la suite d'une éclipse        |
| Invasion de la Perse par les Lydiens                      |                          |                                                                       | |
| Bataille de la Ptérie                                     | 547                      | Sur les rives du fleuve Halys (Anatolie, de nos jours en Turquie)     | Victoire des Perses sur les Lydiens                                                                   |
| Bataille de Thymbrée                                      | fin de l'année 547       | Dans les plaines au nord de Sardes (de nos jours en Turquie)          | Victoire décisive des Perses sur les Lydiens                                                          |
| Expansion grecque en Méditerranée occidentale             |                          |                                                                       | |
| Bataille d'Alalia                                         | 540                      | Au large de la Corse, près d'Alalia (Mer Tyrrhénienne)                | Victoire navale des Carthaginois et des Étrusques sur les Phocéens                                    |
| Invasion de l'empire babylonien par les Perses            |                          |                                                                       | |
| Bataille d'Opis (en)                                      | début octobre 538 ou 539 | Opis (de nos jours en Irak)                                           | Victoire des Perses sur les Babyloniens                                                               |
| Chute de Babylone                                         | 539                      | Babylone (Irak)                                                       | Victoire des Perses sur les Babyloniens                                                               |
| Invasion de l'Égypte par les Perses                       |                          |                                                                       | |
| Bataille de Péluse                                        | 525                      | Péluse, Basse-Égypte                                                  | Victoire décisive des Perses sur les Égyptiens                                                        |
| ?                                                         |                          |                                                                       | |
| Premier siège de Rome                                     | vers 509                 | Rome (Italie)                                                         | Victoire des Romains sur les Étrusques                                                                |
| Second siège de Rome                                      | vers 508                 | Rome (Italie)                                                         | Victoire des Étrusques sur les Romains                                                                |

#### Vesiècleav. J.-C.
| Bataille                                                    | Date(s)                        | Lieu                                                                    | Résumé                                                                            |
| ----------------------------------------------------------- | ------------------------------ | ----------------------------------------------------------------------- | --------------------------------------------------------------------------------- |
| Révolte de l'Ionie                                          |                                |                                                                         |                                                                                   |
| Bataille au large de Pamphylie                              | vers 498 ou 497                | Au large des côtes de Pamphylie (ou près de Chypre ?, mer Méditerranée) | Victoire navale des Ioniens sur les Perses                                        |
| Bataille d'Éphèse                                           | 498                            | Éphèse (Ionie, de nos jours en Turquie)                                 | Victoire des Perses sur les Ioniens                                               |
| Première bataille de Salamine de Chypre                     | 498 ou 497                     | Salamine de Chypre (Chypre)                                             | Victoire des Perses sur les cités-royaumes insulaires révoltés                    |
| Bataille du fleuve Marsyas                                  | automne 497                    | Fleuve Marsyas (Carie ou Phrygie, de nos jours en Turquie)              | Victoire des Perses sur les Cariens                                               |
| Bataille de Labranda                                        | été 496                        | Labranda (Carie, de nos jours en Turquie)                               | Victoire des Perses sur les Cariens et les Milésiens                              |
| Bataille de Pédassos                                        | automne 496                    | Pédassos (Carie, de nos jours en Turquie)                               | Victoire des Cariens sur les Perses                                               |
| Bataille de Ladé                                            | été 494                        | Au large de l'île de Ladé (Mer Égée)                                    | Victoire navale décisive des Perses sur les Ioniens                               |
| Première guerre latine                                      |                                |                                                                         |                                                                                   |
| Bataille du lac Régille                                     | vers 496                       | Lac Régille (près de Frascati, Italie)                                  | Victoire des Romains sur les Étrusques (ou les Latins)                            |
| ?                                                           |                                |                                                                         |                                                                                   |
| Bataille de Sepeia (en)                                     | 494                            | près de Tirynthe                                                        | Victoire de Sparte sur Argos                                                      |
| ?                                                           |                                |                                                                         |                                                                                   |
| Bataille d'Héméroskopeion                                   | 490                            | au large d'Héméroskopeion (Calp, actuelle Espagne)                      | Victoire navale de Massalia et Emporiæ sur Carthage                               |
| Première guerre médique                                     |                                |                                                                         |                                                                                   |
| Bataille de Marathon                                        | 13 septembre 490               | Marathon (Grèce)                                                        | Victoire d'Athènes et Platées sur les Perses                                      |
| Deuxième guerre médique                                     |                                |                                                                         |                                                                                   |
| Première bataille d'Himère                                  | 480                            | Himère (Sicile, Italie)                                                 | Victoire des Grecs de Syracuse et d'Agrigente sur les Carthaginois                |
| Bataille des Thermopyles                                    | 11 août 480                    | Thermopyles (Grèce)                                                     | Victoire des Perses sur les Grecs                                                 |
| Bataille de l'Artémision                                    | 11 août 480                    | Côte nord de l'Eubée (Grèce)                                            | Victoire navale tactique des Perses sur les Grecs                                 |
| Bataille de Salamine                                        | 29 septembre 480               | Au large de Salamine (mer Égée)                                         | Victoire navale des Grecs sur les Perses                                          |
| Bataille de Platées                                         | 20 août (ou 27 ?) 479          | Platées (Béotie, Grèce)                                                 | Victoire décisive des Grecs sur les Perses                                        |
| Bataille du cap Mycale                                      | 20 août (ou 27 ?) 479          | Cap Mycale (Ionie, de nos jours en Turquie)                             | Victoire des Grecs sur les Perses                                                 |
| Bataille de l'Eurymédon                                     | 466                            | Rivière Eurymédon (Pamphylie, de nos jours en Turquie)                  | Victoire navale de la ligue de Délos sur les Perses                               |
| Seconde bataille de Salamine de Chypre                      | 450                            | Au large de Salamine de Chypre (Chypre, mer Méditerranée)               | Victoire navale de la ligue de Délos sur les Phéniciens et les Ciliciens (Perses) |
| Première guerre entre Rome et Véies                         |                                |                                                                         |                                                                                   |
| Bataille du Crémère                                         | 477                            | Rivière Crémère (Étrurie, Italie)                                       | Défaite des Romains : les 306 Fabii massacrés par les Étrusques de Véies          |
| Guerre entre Syracuse et les Étrusques                      |                                |                                                                         |                                                                                   |
| Bataille de Cumes                                           | 474                            | Baie de Naples (mer Tyrrhénienne)                                       | Victoire navale de Syracuse sur les Étrusques                                     |
| Première guerre du Péloponnèse                              |                                |                                                                         |                                                                                   |
| Bataille de Kékryphaléia                                    | 459                            | Golfe Saronique (mer Égée)                                              | Victoire navale d'Athènes sur Corinthe, Égine et Épidaure                         |
| Bataille d'Égine (en)                                       | 458                            | Golfe Saronique (mer Égée)                                              | Victoire navale d'Athènes sur les Éginètes                                        |
| Première bataille de Tanagra                                | 457                            | Tanagra (Béotie, Grèce)                                                 | Victoire de Sparte sur Athènes                                                    |
| Bataille d'Œnophyta                                         | 457                            | Œnophyta (Béotie, Grèce)                                                | Victoire d'Athènes sur les Béotiens                                               |
| Première bataille de Coronée                                | 447                            | Coronée (Béotie, Grèce)                                                 | Victoire des Béotiens sur la ligue de Délos                                       |
| Guerre entre Rome et la coalition des Èques et des Volsques |                                |                                                                         |                                                                                   |
| Bataille du mont Algide                                     | 458 (ou 457)                   | Mont Algide (près de Rome, Italie)                                      | Victoire des Romains sur les Èques                                                |
| Bataille de Corbione                                        | 446                            | Corbione                                                                | Victoire des Romains sur les Èques et les Volsques                                |
| Deuxième guerre entre Rome et Véies                         |                                |                                                                         |                                                                                   |
| Bataille de l'Anio                                          | 437 ou 428                     | sur les rives de l'Anio                                                 | Victoire des Romains sur Véies, Fidènes et les Falisques                          |
| Bataille de Nomentum                                        | 435 ou 426                     | près de Nomentum                                                        | Victoire des Romains sur Véiès et Fidènes                                         |
| Prise de Fidènes                                            | 435 (ou -426 ?)                | Fidènes                                                                 | Victoire des Romains sur Véiès                                                    |
| Guerre de Corcyre                                           |                                |                                                                         |                                                                                   |
| Bataille de Leucimme                                        | 435                            | Au large de Corfou (Grèce)                                              | Victoire navale de Corcyre sur Corinthe                                           |
| Bataille de Sybota                                          | 433                            | Au large de Corfou (Grèce)                                              | Bataille navale à l'issue indécise entre Athènes et Corcyre contre Corinthe       |
| Prémices de la guerre du Péloponnèse                        |                                |                                                                         |                                                                                   |
| Bataille de Potidée                                         | 432                            | Potidée (Chalcidique, Grèce)                                            | Victoire d'Athènes sur Corinthe, Potidée et leurs alliés                          |
| Guerre du Péloponnèse                                       |                                |                                                                         |                                                                                   |
| Bataille de Patras                                          | été ou automne 429             | Au large de Patras                                                      | Victoire navale d'Athènes sur Corinthe et Sparte                                  |
| Bataille de Chalcis                                         | 429                            | Chalcidique)                                                            | Victoire des Chalcidiens, de Spartolos et d'Olynthos sur Athènes                  |
| Bataille de Naupacte                                        | été ou automne 429             | Au large de Naupacte (golfe de Corinthe, Mer Ionienne)                  | Bataille indécise entre Athènes et les Péloponnésiens                             |
| Bataille de Platées (en)                                    | 429-427                        | Platées (Béotie, Grèce)                                                 | Victoire de Sparte sur Platées (destruction de Platées)                           |
| Première bataille de Mytilène                               | 427                            | Mytilène (Lesbos, Mer Égée)                                             | Victoire d'Athènes sur Mytilène révoltée                                          |
| Seconde bataille de Tanagra                                 | 426                            | Tanagra (Béotie, Grèce)                                                 | Victoire d'Athènes sur Tanagra et Thèbes                                          |
| Bataille d'Olpae                                            | 426                            | Olpae (Acarnanie)                                                       | Victoire d'Athènes sur Sparte                                                     |
| Bataille de Pylos                                           | été 425                        | Pylos (Messénie, Grèce)                                                 | Victoire d'Athènes sur Sparte                                                     |
| Bataille de Sphactérie                                      | 425                            | Île de Sphactérie (Mer Tyrrhénienne)                                    | Victoire d'Athènes sur Sparte                                                     |
| Bataille de Mégare (en)                                     | 424                            | Mégare (Attique, Grèce)                                                 | Victoire de Mégare sur Athènes                                                    |
| Bataille de Délion (ou de Délium)                           | fin 424                        | Délion (Béotie, Grèce)                                                  | Victoire des Béotiens sur Athènes                                                 |
| Bataille d'Amphipolis                                       | 422                            | Amphipolis (Grèce)                                                      | Victoire de Sparte et ses alliés sur Athènes et ses alliés                        |
| Bataille de Mantinée                                        | 418                            | Mantinée (Péloponnèse, Grèce)                                           | Victoire de Sparte et ses alliés sur Argos, Athènes et leurs alliés               |
| Bataille de Mélos                                           | 415                            | Mélos (mer Égée)                                                        | Victoire d'Athènes sur Mélos                                                      |
| Première bataille de Syracuse                               | 415                            | Syracuse (Sicile, Italie)                                               | Victoire d'Athènes sur Syracuse                                                   |
| Seconde bataille de Syracuse                                | 413                            | Syracuse (Sicile, Italie)                                               | Victoire de Syracuse sur Athènes                                                  |
| Bataille de Symé                                            | janvier 411                    | Symé (mer Égée)                                                         | Bataille navale indécise entre Sparte et Athènes                                  |
| Bataille de l'île de Chios                                  | printemps 411                  | Île de Chios (mer Égée)                                                 | Victoire navale de Sparte et de Chios sur Athènes                                 |
| Bataille d'Érétrie                                          | septembre 411                  | Érétrie (Eubée, Grèce)                                                  | Victoire navale de Sparte sur Athènes                                             |
| Bataille de Cynosséma                                       | hiver 411                      | Détroit des Dardanelles (au large de la Turquie)                        | Victoire navale d'Athènes sur Sparte                                              |
| Bataille d'Abydos                                           | hiver 411-410 (novembre 411 ?) | Près d'Abydos (détroit des Dardanelles, au large de la Turquie)         | Victoire navale d'Athènes sur Sparte                                              |
| Bataille de Cyzique                                         | 410                            | Près de Cyzique (détroit des Dardanelles, au large de la Turquie)       | Victoire navale d'Athènes sur Sparte                                              |
| Bataille de Notion                                          | printemps 408                  | près de Notion et Éphèse (Ionie, de nos jours en Turquie)               | Victoire navale de Sparte sur Athènes                                             |
| Bataille des îles Arginuses                                 | juillet 406                    | Îles Arginuses (Mer Égée)                                               | Victoire navale d'Athènes sur Sparte                                              |
| Seconde bataille de Mytilène (en)                           | 406                            | Au large de Mytilène (Lesbos, Mer Égée)                                 | Victoire navale de Sparte sur Athènes                                             |
| Bataille d'Aigos Potamos                                    | été 405                        | Détroit des Dardanelles (au large de la Turquie)                        | Victoire navale décisive de Sparte sur Athènes                                    |
| Deuxième guerre gréco-punique                               |                                |                                                                         |                                                                                   |
| Siège de Sélinonte (en)                                     | 409                            | Sélinonte (Sicile)                                                      | Victoire de Carthage sur la cité de Sélinonte, qui est mise à sac                 |
| Siège d'Himère                                              | 409                            | Himère (Sicile)                                                         | Victoire de Carthage sur la cité d'Himère, qui est détruite                       |
| Expédition de Cyrus le Jeune contre Artaxerxès II           |                                |                                                                         |                                                                                   |
| Bataille de Counaxa                                         | 401                            | Counaxa (Perse)                                                         | Victoire des troupes d'Artaxerxès II sur celles de Cyrus le Jeune                 |

#### IVesiècleav. J.-C.
| Bataille                                           | Date(s)                                         | Lieu | Résumé                                                                               |
| -------------------------------------------------- | ----------------------------------------------- | --- | ------------------------------------------------------------------------------------ |
| Deuxième guerre gréco-punique                      |                                                 | |                                                                                      |
| Bataille de Catane (en)                            | 397                                             | au large de Catane                                                                                                | Victoire navale de Carthage sur Syracuse                                             |
| Siège de Syracuse                                  | 397 - 396                                       | Syracuse | Victoire de Syracuse sur Carthage                                                    |
| ?                                                  |                                                 | |                                                                                      |
| Prise de Milan                                     | vers 396                                        | Milan (Italie) | Victoire des Gaulois Insubres sur ?                                                  |
| Guerres entre Rome et les Étrusques                |                                                 | |                                                                                      |
| Bataille de Véies                                  | 396                                             | Véiès (Italie) | Victoire de Rome sur les Étrusques de Véiès                                          |
| ?                                                  |                                                 | |                                                                                      |
| Siège de Rhegium                                   | 396 (386 ?)                                     | Rhêgion (Calabre, Italie)                                                                                         | Victoire de Syracuse sur Rhêgion                                                     |
| Guerre de Corinthe                                 |                                                 | |                                                                                      |
| Bataille d'Haliarte                                | 395                                             | Haliarte (Béotie, Grèce)                                                                                          | Victoire de Thèbes sur Sparte                                                        |
| Bataille de Némée                                  | 394                                             | Némée (Péloponnèse, Grèce)                                                                                        | Victoire de Sparte sur Thèbes, Argos, Athènes et Corinthe                            |
| Bataille de Cnide                                  | 394                                             | Au large de Cnide (mer Égée)                                                                                      | Victoire navale d'Athènes et la Perse sur Sparte                                     |
| Seconde bataille de Coronée                        | 394                                             | Coronée (Béotie, Grèce)                                                                                           | Victoire de Sparte sur Thèbes, Argos et leurs alliés                                 |
| Bataille de Lechaion                               | 391 ou 390                                      | Lechaion, près de Corinthe (Grèce)                                                                                | Victoire d'Athènes sur Sparte                                                        |
| Invasions gauloises de l'Italie                    |                                                 | |                                                                                      |
| Bataille de l'Allia                                | 18 juillet 390 (traditionnel) ou 387 (probable) | Fleuve de l'Allia (près de Rome, Italie)                                                                          | Victoire des Celtes sur les Romains                                                  |
| Sac de Rome                                        | 390                                             | Rome (Italie) | Pillage de Rome par les Celtes                                                       |
| ?                                                  |                                                 | |                                                                                      |
| Bataille de l'Elleporus (en)                       | 389                                             | Rivière Elleporus (?)                                                                                             | Victoire de Syracuse sur la ligue italiote                                           |
| Conflits grecs postérieurs à la Guerre de Corinthe |                                                 | |                                                                                      |
| Bataille de Naxos                                  | 376                                             | Au large de Naxos (Mer Égée)                                                                                      | Victoire navale d'Athènes sur Sparte                                                 |
| Bataille de Tégyres                                | 375                                             | près d'Orchomène (Béotie, Grèce)                                                                                  | Victoire de Thèbes sur Sparte                                                        |
| Bataille de Leuctres                               | 6 juillet 371                                   | Leuctres (Béotie, Grèce)                                                                                          | Victoire de Thèbes sur Sparte                                                        |
| Première bataille de Cynoscéphales                 | 364                                             | Cynoscéphales (Thessalie, Grèce)                                                                                  | Bataille indécise entre Thèbes et les Thessaliens                                    |
| Bataille de Mantinée                               | 4 juillet 362                                   | Mantinée en Arcadie (Péloponnèse, Grèce                                                                           | Victoire de Thèbes et ses alliés sur Sparte et les Mantinéens                        |
| Guerre des alliés                                  |                                                 | |                                                                                      |
| Bataille d'Embata                                  | 356                                             | Île de Chios | Victoire navale de Chios, Rhodes et Byzance sur Athènes                              |
| Troisième guerre sacrée                            |                                                 | |                                                                                      |
| Bataille de Volo (ou du Champ de Crocus)           | printemps 352                                   | en Thessalie | Victoire des Macédoniens sur les Phociens                                            |
| Première guerre samnite                            |                                                 | |                                                                                      |
| Bataille du Mont Gauro                             | vers 342                                        | Mont Gauro (près de Cumes, Italie)                                                                                | Victoire des Romains sur les Samnites                                                |
| Bataille de Suessula                               | 341                                             | Suessula (Italie)                                                                                                 | Victoire des Romains sur les Samnites                                                |
| Guerres latines                                    |                                                 | |                                                                                      |
| Bataille du Vésuve (en)                            | 339                                             | près du Vésuve (Italie)                                                                                           | Victoire des Romains sur la ligue latine                                             |
| Bataille de Trifanum                               | 338                                             | Campanie (Italie)                                                                                                 | Victoire des Romains sur la ligue latine                                             |
| Guerres siciliennes                                |                                                 | |                                                                                      |
| Bataille de Crimisos                               | 341 ou 340                                      | Fleuve Crimisos, près de Sélinonte (Sicile, Italie)                                                               | Victoire de Syracuse sur Carthage                                                    |
| Quatrième guerre sacrée                            |                                                 | |                                                                                      |
| Première bataille de Chéronée                      | 2 août 338                                      | Chéronée (Béotie, Grèce)                                                                                          | Victoire des Macédoniens sur les Grecs                                               |
| Campagnes d'Alexandre le Grand                     |                                                 | |                                                                                      |
| Bataille du Granique                               | mai 334                                         | Rivière Biga Çayı, près de Biga                                                                                   | Victoire des Macédoniens et des Grecs sur les Perses                                 |
| Siège de Milet                                     | 334                                             | Milet (Ionie, de nos jours en Turquie)                                                                            | Victoire des Macédoniens et des Grecs sur Milet                                      |
| Siège d’Halicarnasse                               | 334                                             | Halicarnasse (Carie, de nos jours en Turquie)                                                                     | Victoire des Macédoniens et des Grecs sur Halicarnasse                               |
| Bataille d'Issos                                   | 12 novembre 333                                 | Issos (de nos jours en Turquie)                                                                                   | Victoire des Macédoniens et des Grecs sur les Perses                                 |
| Siège de Tyr                                       | 332                                             | Tyr (Phénicie, de nos jours au Liban)                                                                             | Victoire des Macédoniens et des Grecs sur Tyr                                        |
| Bataille de Pandosie (en)                          | 331                                             | localisation inconnue (province de Cosenza, Calabre, Italie)                                                      | Victoire des tribus d'Italie du Sud sur les Grecs                                    |
| Première bataille de Megalopolis                   | 331                                             | Mégalopolis (Péloponnèse, Grèce)                                                                                  | Victoire des Macédoniens sur Sparte                                                  |
| Bataille de Gaugamèles                             | 1er octobre 331                                 | plaine de Gaugamèles, probablement Tel Gomel (Gaugamèles) près de Mossoul, pas très loin d'Erbil (nord de l'Irak) | Victoire des Macédoniens et des Grecs sur les Perses                                 |
| Bataille des Portes persiques                      | janvier 330                                     | Portes persiques, près de Persépolis (de nos jours en Iran)                                                       | Victoire des Macédoniens et des Grecs sur les Perses                                 |
| Siège du Rocher Sogdien (en)                       | 327                                             | Sogdiane | Victoire des Macédoniens et des Grecs sur les Sogdiens (ou les Bactriens ?)          |
| Bataille de Jhelum (ou de l'Hydaspe)               | juillet 326                                     | rives de la Jhelum (de nos jours au Pakistan)                                                                     | Victoire des Macédoniens et des Grecs sur le raja indien Pûru                        |
| Guerre lamiaque                                    |                                                 | |                                                                                      |
| Bataille de Crannon                                | août 322                                        | Crannon (Thessalie, Grèce)                                                                                        | Victoire décisive des Macédoniens sur les cités rebelles grecques menées par Athènes |
| Deuxième guerre samnite                            |                                                 | |                                                                                      |
| Capture de Neapolis (en)                           | 327                                             | Neapolis (Italie)                                                                                                 | Victoire des Samnites sur les Romains                                                |
| Bataille des Fourches Caudines                     | 321                                             | Fourches caudines (Campanie, Italie)                                                                              | Victoire des Samnites sur les Romains                                                |
| Bataille de Lautulae                               | 315                                             | près de Terracina (Italie)                                                                                        | Victoire des Samnites sur les Romains                                                |
| Bataille de Terracina                              | 314                                             | près de Terracina (Italie)                                                                                        | Victoire des Romains sur les Samnites à vérifier                                     |
| Première bataille du lac Vadimon                   | 310                                             | Lac Vadime (près de Vasanello, Italie)                                                                            | Victoire des Romains sur les Étrusques                                               |
| Bataille de Bovianum                               | 304 (ou 305 ?)                                  | Boiano ou Pietrabbondante (Italie)                                                                                | Victoire des Romains sur les Samnites                                                |
| Seconde guerre des diadoques                       |                                                 | |                                                                                      |
| Bataille de Paraitacène                            | 317                                             | Paraitacène (de nos jours en Iran)                                                                                | Bataille indécise entre Antigone le Borgne et Eumène de Cardia                       |
| Bataille de Gabiène                                | hiver 316                                       | Gabiène (nord-est de Suse, Médie)                                                                                 | Victoire d'Antigone le Borgne sur Eumène de Cardia                                   |
| Troisième guerre des diadoques                     |                                                 | |                                                                                      |
| Bataille de Gaza                                   | 312                                             | Gaza (Palestine)                                                                                                  | Victoire de Ptolémée d'Égypte sur les Antigonides                                    |
| Troisième guerre sicilienne                        |                                                 | |                                                                                      |
| Seconde bataille d'Himère                          | 311                                             | Himère (Sicile, Italie)                                                                                           | Victoire de Carthage sur Syracuse                                                    |
| Guerres des diadoques                              |                                                 | |                                                                                      |
| Troisième bataille de Salamine de Chypre           | 306                                             | Au large de Salamine de Chypre (Chypre, mer Méditerranée)                                                         | Victoire navale des Antigonides sur Ptolémée d'Égypte                                |
| Siège de Rhodes                                    | 305-304                                         | Rhodes | Victoire de Rhodes sur les Antigonides                                               |
| Bataille d'Ipsos                                   | 301                                             | près du village d'Ipsos (Phrygie)                                                                                 | Victoires des Macédoniens et des Séleucides sur les Antigonides                      |

#### IIIesiècleav. J.-C.
| Bataille                                                      | Date(s)                                              | Lieu                                                        | Résumé |
| ------------------------------------------------------------- | ---------------------------------------------------- | ----------------------------------------------------------- | --- |
| Troisième guerre samnite                                      |                                                      |                                                             | |
| Bataille de Camerinum (en)                                    | 298 ou 295                                           | Camerinum (Italie)                                          | Victoire des Samnites et des Celtes sur les Romains                                                                 |
| Bataille de Tifernum                                          | 297                                                  | Città di Castello, Italie                                   | Victoire des Romains sur les Samnites                                                                               |
| Bataille de Sentinum                                          | 295                                                  | Sentinum (Marches, Italie)                                  | Victoire des Romains sur les Samnites, Étrusques, Ombriens et Celtes                                                |
| Bataille d'Aquilonia                                          | 293                                                  | Aquilonia (Campanie, Italie)                                | Victoire des Romains sur les Samnites                                                                               |
| Guerres romano-gauloises                                      |                                                      |                                                             | |
| Bataille d'Arretium                                           | 284                                                  | Arretium (Italie)                                           | Victoire des Sénons sur les Romains                                                                                 |
| Seconde bataille du lac Vadimon                               | 283                                                  | Lac Vadime (près de Vasanello, Italie)                      | Victoire des Romains sur les Étrusques et les Gaulois                                                               |
| Bataille de Populonia                                         | 282                                                  | Populonia, Italie                                           | Victoire des Romains sur les Étrusques                                                                              |
| Guerres des diadoques                                         |                                                      |                                                             | |
| Bataille de Couropédion                                       | 281                                                  | près de Sardes                                              | Victoires des Séleucides sur les Macédoniens                                                                        |
| Guerre de Pyrrhus en Italie                                   |                                                      |                                                             | |
| Bataille d'Héraclée                                           | 280                                                  | Héraclée (Lucanie, Italie)                                  | Victoire des Grecs de Pyrrhus Ier d'Épire sur les Romains                                                           |
| Bataille d'Ausculum                                           | 279                                                  | Ausculum (Pouilles, Italie)                                 | Victoire des Grecs de Pyrrhus Ier d'Épire sur les Romains                                                           |
| Bataille de Beneventum                                        | 275                                                  | Bénévent (Campanie, Italie)                                 | Victoire des Romains sur les Grecs de Pyrrhus Ier d'Épire                                                           |
| ?                                                             |                                                      |                                                             | |
| Bataille des Thermopyles                                      | 279                                                  | ?                                                           | Victoire des Celtes sur les Grecs                                                                                   |
| ?                                                             |                                                      |                                                             | |
| Bataille d'Éphèse                                             | 261                                                  | Turquie                                                     | Victoire des Celtes sur les Séleucides                                                                              |
| Première guerre punique                                       |                                                      |                                                             | |
| Bataille de Messine                                           | 264                                                  | Messine (Sicile, Italie)                                    | Victoire des Romains sur les Carthaginois                                                                           |
| Bataille d'Agrigente                                          | 261                                                  | Agrigente (Sicile, Italie)                                  | Victoire des Romains sur les Carthaginois                                                                           |
| Bataille des îles Lipari                                      | 260                                                  | port de Lipara (Îles Éoliennes, mer Tyrrhénienne)           | Victoire navale des Carthaginois sur les Romains                                                                    |
| Bataille de la pointe d'Italie                                | 260                                                  | cap d'Italie                                                | Victoire navale des Romains sur les Carthaginois                                                                    |
| Bataille de Mylae                                             | 260                                                  | Au large de Mylae (Sicile, mer Tyrrhénienne)                | Victoire navale des Romains sur les Carthaginois                                                                    |
| Bataille de Sulci                                             | 258                                                  | Au large de Sulci (Sardaigne, mer Tyrrhénienne)             | Victoire navale des Romains sur les Carthaginois                                                                    |
| Bataille de Tyndaris                                          | 257                                                  | Au large de Tyndaris (Sicile, mer Tyrrhénienne)             | Victoire navale des Romains sur les Carthaginois                                                                    |
| Bataille du Cap Ecnome                                        | 256                                                  | Au large du Cap Ecnome (Sicile, mer Méditerranée)           | Victoire navale des Romains sur les Carthaginois                                                                    |
| Bataille d'Adys                                               | 256                                                  | Adys (de nos jours Oudna, Tunisie)                          | Victoire des Romains sur les Carthaginois                                                                           |
| Bataille de Tunis                                             | mai 255                                              | Tunis (de nos jours en Tunisie)                             | Victoire des Carthaginois sur les Romains                                                                           |
| Première bataille de Palerme                                  | 254                                                  | Palerme (Sicile, Italie)                                    | Victoire des Romains sur les Carthaginois                                                                           |
| Seconde bataille de Palerme                                   | 251                                                  | Palerme (Sicile, Italie)                                    | Victoire Romains sur les Carthaginois                                                                               |
| Siège de Lilybée                                              | 249 ou 250                                           | Au large de Lilybée (Sicile, Italie)                        | Victoire des Romains sur les Carthaginois navale ?                                                                  |
| Bataille de Drépane                                           | 249                                                  | Au large de Drépane (Sicile, mer Méditerranée)              | Victoire navale des Carthaginois sur les Romains                                                                    |
| Bataille de Lilybée                                           | 249                                                  | Au large de Lilybée (Sicile, mer Méditerranée)              | Victoire navale des Carthaginois sur les Romains                                                                    |
| Siège de Drepana                                              | ?                                                    | Drépane (Sicile, mer Méditerranée)                          | ? |
| Bataille du mont Héricté                                      | 247                                                  | Mont Héricté (Sicile, Italie)                               | Victoire des Carthaginois sur les Romains                                                                           |
| Première bataille du mont Éryx                                | 243                                                  | Mont Éryx (Sicile, Italie)                                  | Victoire des Carthaginois sur les Romains                                                                           |
| Deuxième bataille du mont Éryx                                | ?                                                    | ?                                                           | ? |
| Bataille des îles Égates                                      | 10 mars 241                                          | Îles Égades (mer Méditerranée)                              | Victoire navale décisive des Romains sur les Carthaginois                                                           |
| ?                                                             |                                                      |                                                             | |
| Deuxième bataille de Chéronée                                 | 245                                                  | Chéronée (Béotie, Grèce)                                    | Victoire de la Ligue des Étoliens sur la Ligue des Béotiens                                                         |
| Guerre des Mercenaires                                        |                                                      |                                                             | |
| Bataille de Bagradas                                          | vers 239                                             | Embouchure de la rivière Bagradas (Tunisie)                 | Victoire des Carthaginois sur les mercenaires révoltés                                                              |
| Siège de Carthage                                             | ??                                                   | Carthage (de nos jours en Tunisie)                          | ?? |
| Bataille du Défilé de la Scie                                 | 239 av. J.-C.                                        | ??                                                          | Victoire des Carthaginois sur les mercenaires révoltés                                                              |
| Bataille d'Utique                                             | 238                                                  | Utique (de nos jours en Tunisie)                            | Victoire des Carthaginois sur les mercenaires et les cités libyennes révoltés                                       |
| Siège de Tunis                                                | ??                                                   | Tunis (de nos jours en Tunisie)                             | Victoire des Carthaginois sur les mercenaires révoltés                                                              |
| ?                                                             |                                                      |                                                             | |
| Bataille de Pergame                                           | vers 230                                             | Pergame (de nos jours en Turquie)                           | Victoire des Grecs sur les Celtes (Galates)                                                                         |
| Guerres romano-gauloises                                      |                                                      |                                                             | |
| Bataille de Fiesole                                           | 225                                                  | (Italie)                                                    | Victoire des Celtes sur les Romains                                                                                 |
| Bataille de Télamon                                           | 225                                                  | Télamon (Toscane, Italie)                                   | Victoire des Romains sur les Gaulois                                                                                |
| Bataille de Clastidium                                        | 222                                                  | Clastidium (de nos jours dans la province de Pavie, (Italie | Victoire des Romains sur les Celtes                                                                                 |
| Guerre de Cléomène                                            |                                                      |                                                             | |
| Seconde bataille de Megalopolis                               | 227                                                  | Mégalopolis (Péloponnèse, Grèce)                            | Victoire de Sparte sur la Ligue achéenne                                                                            |
| Bataille de Dyme (en)                                         | 226                                                  | Dyme, Achaïe                                                | Victoire de Sparte sur la Ligue achéenne                                                                            |
| Bataille de Sellasia                                          | 222                                                  | Sellasia en Laconie (Grèce)                                 | Victoire des Macédoniens et Achéens sur les Spartiates                                                              |
| Guerre des États Successeurs de l'Empire d'Alexandre le Grand |                                                      |                                                             | |
| Bataille de Raphia                                            | 21 juin 217                                          | Au sud-ouest de Gaza en Palestine                           | Victoire des Égyptiens sur les Séleucides                                                                           |
| Conquête de la péninsule Ibérique par les Carthaginois        |                                                      |                                                             | |
| Bataille du Tage                                              | 220                                                  | Sur un gué dans la Meseta                                   | Victoire des Carthaginois sur une coalition de Carpétans, de Vaccéens et d'Olcades                                  |
| Deuxième guerre punique                                       |                                                      |                                                             | |
| Siège de Sagonte                                              | 218                                                  | Sagonte (Espagne)                                           | Victoire des Carthaginois sur les habitants de Sagonte                                                              |
| Bataille de Lilybée (218 av. J.-C.) (en) 3 ?                  | printemps 218                                        | Au large de Lilybée (Sicile, Italie)                        | Victoire navale des Romains sur les Carthaginois                                                                    |
| Bataille du Tessin                                            | début novembre 218                                   | Rivière Tessin (Italie du nord)                             | Victoire des Carthaginois, des Numides et des Ibères sur les Romains                                                |
| Bataille de la Trébie                                         | 218                                                  | Rivière Trébie (Italie)                                     | Victoire des Carthaginois, des Celtes transalpins, des Ibères et des Numides sur les Romains et les Celtes cénomans |
| Bataille de Cissé                                             | automne 218                                          | Cissa (Espagne)                                             | Victoire des Romains sur les Carthaginois                                                                           |
| Bataille de Plaisance                                         | début mars 217                                       | Plaisance (Italie)                                          | Indécise |
| Bataille de l'Èbre (217 av. J-C.)                             | printemps 217                                        | embouchure de l'Èbre (Espagne)                              | Victoire des Romains sur les Carthaginois                                                                           |
| Bataille du lac Trasimène                                     | 21 juin ou 24 selon l'article anglais et italien 217 | Lac Trasimène (Italie)                                      | Victoire des Carthaginois, des Celtes, des Numides et des Ibères sur les Romains                                    |
| Bataille d'Ager Falernus (en)                                 | été 217                                              | Mont Callicula (Campanie, Italie)                           | Victoire des Carthaginois sur les Romains                                                                           |
| Bataille de Geronium                                          | automne 217                                          | Geronium (Pouilles), Italie                                 | Victoire tactique des Carthaginois sur les Romains                                                                  |
| Bataille de Cannes                                            | 2 août 216                                           | Apulie (Italie)                                             | Victoire des Carthaginois, des Celtes, des Numides et des Ibères sur les Romains                                    |
| Première bataille de Nola                                     | 216                                                  | Campanie, Italie                                            | Victoire des Romains sur les Carthaginois                                                                           |
| Bataille de Dertosa                                           | printemps 215                                        | Tortosa, Espagne                                            | Victoire des Romains sur les Carthaginois                                                                           |
| Bataille de Grumentum                                         | 215                                                  | Lucanie (Italie)                                            | Victoire des Romains sur les Carthaginois                                                                           |
| Deuxième bataille de Nola                                     | 215                                                  | Campanie, Italie                                            | Victoire des Romains sur les Carthaginois                                                                           |
| Bataille de Cornus                                            | hiver 215                                            | Cornus, Sardaigne                                           | Victoire des Romains sur les Carthaginois                                                                           |
| Troisième bataille de Nola                                    | 214                                                  | Campanie, Italie                                            | Victoire des Romains sur les Carthaginois                                                                           |
| Bataille de Beneventum (en)                                   | 214                                                  | Beneventum, Italie                                          | Victoire des Romains sur les Carthaginois                                                                           |
| Siège de Syracuse                                             | 215 à 212                                            | Syracuse (Sicile, Italie)                                   | Victoire des Romains sur Syracuse                                                                                   |
| Première bataille de Capoue                                   | 212                                                  | Campanie, Italie                                            | Victoire des Capouans et des Carthaginois sur les Romains                                                           |
| Bataille du Bétis                                             | 212                                                  | Andalousie (Espagne)                                        | Victoire des Carthaginois sur les Romains                                                                           |
| Première bataille d'Herdonia                                  | 212                                                  | Herdonia, aujourd'hui Ordona                                | Victoire des Carthaginois sur les Romains                                                                           |
| Bataille de Silarus                                           | 210                                                  | Silarus, Italie                                             | Victoire des Carthaginois sur les Romains                                                                           |
| Seconde bataille de Capoue                                    | 210                                                  | Campanie, Italie                                            | Victoire des Romains sur les Capouans                                                                               |
| Seconde bataille d'Herdonia                                   | 210                                                  | Herdonia, aujourd'hui Ordona                                | Victoire des Carthaginois sur les Romains                                                                           |
| Bataille de Numistro                                          | 210                                                  | Lucanie (Italie)                                            | Indécise |
| Bataille d'Ausculum                                           | 209                                                  | Ausculum (Italie                                            | Indécise |
| Bataille de Carthagène                                        | 209                                                  | Carthagène (Espagne)                                        | Victoire des Romains sur les Carthaginois\|                                                                         |
| Bataille de Baecula                                           | 208                                                  | Baecula (Espagne)                                           | Victoire des Romains sur les Carthaginois                                                                           |
| Bataille de Grumentum                                         | 207                                                  | Lucanie (Italie)                                            | Indécise |
| Bataille du Métaure                                           | 207                                                  | sur les rives du Métaure en Marches (Italie)                | Victoire des Romains sur les Carthaginois                                                                           |
| Bataille d'Ilipa                                              | 206                                                  | Alcalá del Río (Espagne)                                    | Victoire des Romains sur les Carthaginois                                                                           |
| Bataille de Crotone                                           | 204                                                  | Crotone (Italie)                                            | Indécise |
| Troisième bataille d'Utique                                   | 204                                                  | Utique                                                      | Victoire des Romains sur les Carthaginois                                                                           |
| Bataille des Grandes Plaines                                  | 203                                                  | Afrique du Nord                                             | Victoire décisive des Romains sur les Carthaginois et les Numides                                                   |
| Expédition de la vallée du Pô                                 | 203                                                  | Insubrie, Italie                                            | Victoire des Romains sur les Carthaginois                                                                           |
| Bataille de Zama                                              | 202                                                  | Zama (de nos jours Tunisie)                                 | Victoire décisive des Romains et des Numides sur les Carthaginois                                                   |
| Bataille de Tunis                                             | 202                                                  | Dans la route vers Tunis                                    | Victoire des Romains et des Numides sur les Numides                                                                 |
| Première guerre macédonienne                                  |                                                      |                                                             | |
| Bataille de Lamia                                             | 209                                                  | Lamía, Grèce                                                | Victoire de la Macédoine sur la Ligue étolienne, les Romains et Pergame                                             |
| ?                                                             |                                                      |                                                             | |
| Bataille de Mantinée                                          | 207                                                  | Mantinée, Grèce                                             | Victoire de la Ligue achéenne sur Sparte                                                                            |
| Première Guerre crétoise                                      |                                                      |                                                             | |
| Bataille de Chios                                             | 201                                                  | au large de l'île de Chios                                  | Victoire navale de Rhodes, Pergame, Byzance et Cyzique sur la Macédoine                                             |
| Bataille de Ladé                                              | 201                                                  | au large de Milet                                           | Victoire navale de la Macédoine sur Rhodes                                                                          |
| Guerres romano-gauloises                                      |                                                      |                                                             | |
| Première bataille de Crémone                                  | 200                                                  | Crémone (Italie)                                            | Victoire des Romains sur les Gaulois                                                                                |

#### IIesiècleav. J.-C.
| Bataille                                    | Date(s)        | Lieu                                              | Résumé                                                                            |
| ------------------------------------------- | -------------- | ------------------------------------------------- | --------------------------------------------------------------------------------- |
| Seconde guerre macédonienne                 |                |                                                   |                                                                                   |
| Bataille de l'Aous                          | 198            | près de Tepelen, Albanie                          | Victoire des Romains sur les Macédoniens                                          |
| Bataille de Cynoscéphales                   | 197            | (Thessalie, Grèce)                                | Victoire décisive des Romains sur les Macédoniens                                 |
| Guerres romano-gauloises                    |                |                                                   |                                                                                   |
| Bataille de Modène ou de Mutina (en)        | 194            | près de Modène (Italie)                           | Victoire des Romains sur les Gaulois                                              |
| Guerre entre Rome et Antiochos III le Grand |                |                                                   |                                                                                   |
| Bataille des Thermopyles                    | 191            | (Thermopyles, Grèce)                              | Victoire des Romains sur les Séleucides et les Étoliens                           |
| Bataille de Corycus (en)                    | 191            | (Lydie, Anatolie)                                 | Victoire navale des Romains sur les Séleucides                                    |
| Bataille de Panormus                        | 190            | (Palerme, Sicile)                                 | Victoire navale des Séleucides sur les Rhodiens                                   |
| Bataille de Myonessus (en)                  | 190            | au large de Téos                                  | Victoire navale des Romains sur les Séleucides et Rhodes                          |
| Bataille de Phoenicus                       | 190            | (Lycie, Anatolie)                                 | Victoire des Romains sur les Séleucides                                           |
| Bataille de Magnésie du Sipyle              | 190            | Magnésie du Sipyle (Lydie, de nos jours Turquie)  | Victoire décisive des Romains et de leurs alliés sur les Séleucides et les Celtes |
| ?                                           |                |                                                   |                                                                                   |
| Bataille du mont Olympe                     | 189            | Mont Olympe, près de Gordion                      | Victoire des Romains et de Pergame sur les Galates                                |
| Troisième guerre macédonienne               |                |                                                   |                                                                                   |
| Bataille de Callinicus                      | 171            | près de Larissa, Grèce                            | Victoire des Macédoniens sur les Romains                                          |
| Bataille de Pydna                           | 22 juin 168    | Pydna (Macédoine, Grèce)                          | Victoire décisive des Romains sur les Macédoniens                                 |
| Révolte des Maccabées                       |                |                                                   |                                                                                   |
| Bataille de Gophnée                         | 166            | Judée                                             | Victoire des Juifs sur les Séleucides                                             |
| Bataille de Beth-Horôn                      | 165            | Israël                                            | Victoire des Juifs sur les Séleucides                                             |
| Bataille d'Emmaüs                           | 165            | Emmaüs Nicopolis, près de Latroun                 | Victoire des Juifs sur les Séleucides                                             |
| Bataille de Beth Zur                        | 164            | près d'Hébron                                     | Victoire des Juifs sur les Séleucides                                             |
| Bataille de Beth Zacharia                   | 162            | ?                                                 | Victoire des Séleucides sur les Juifs                                             |
| Bataille de Chapharsalama                   | 162            | ?                                                 | Victoire des Juifs sur les Séleucides                                             |
| Bataille d'Adasa (en)                       | 161            | ?                                                 | Victoire des Juifs sur les Séleucides                                             |
| Bataille d'Éleasa (en)                      | 160            | près de Ramallah                                  | Victoire des Séleucides sur les Juifs                                             |
| Troisième guerre punique                    |                |                                                   |                                                                                   |
| Siège de Carthage                           | 149 à 146      | Carthage (Tunisie)                                | Victoire des Romains sur Carthage                                                 |
| ?                                           |                |                                                   |                                                                                   |
| Bataille de Corinthe                        | 146            | Corinthe (Grèce)                                  | Victoire des Romains sur la Ligue achéenne                                        |
| Guerre de Numance                           |                |                                                   |                                                                                   |
| Bataille de Numance                         | 133            | Numance (Espagne)                                 | Victoire des Romains sur les Celtibères                                           |
| Guerres romano-gauloises                    |                |                                                   |                                                                                   |
| Bataille du confluent                       | 121            | au confluent du Rhône et de l'Isère               | Victoire des Romains sur les Allobroges et les Arvernes                           |
| Guerre des Cimbres                          |                |                                                   |                                                                                   |
| Bataille de Noreia                          | 113            | Noreia, Norique, Autriche                         | Victoire des Cimbres et des Teutons sur les Romains                               |
| Bataille d'Orange                           | 6 octobre 105  | Arausio (Gaule)                                   | Victoire des Cimbres et des Teutons sur les Romains                               |
| Bataille d'Aix                              | août 102       | Aquae Sextiae (France)                            | Victoire des Romains sur les Cimbres et les Teutons                               |
| Bataille de Verceil                         | 30 juillet 101 | Verceil (Gaule cisalpine, de nos jours en Italie) | Victoire décisive des Romains sur les Cimbres et les Teutons                      |
| Guerre de Jugurtha                          |                |                                                   |                                                                                   |
| Bataille du Muthul                          | 108            | rivière Muthul, Numidie                           | Bataille indécise entre les Romains et les Numides                                |

#### Iersiècleav. J.-C.
| Bataille                                               | Date(s)            | Lieu                                                          | Résumé                                                                               |
| ------------------------------------------------------ | ------------------ | ------------------------------------------------------------- | ------------------------------------------------------------------------------------ |
| Première guerre de Mithridate                          |                    |                                                               |                                                                                      |
| Troisième bataille de Chéronée                         | 86                 | Chéronée (Béotie, Grèce)                                      | Victoire des Romains sur le royaume du Pont                                          |
| Bataille d'Orchomène                                   | 86                 | Orchomène (Béotie, Grèce)                                     | Victoire des Romains sur le royaume du Pont                                          |
| Seconde guerre civile entre Marius et Sylla            |                    |                                                               |                                                                                      |
| Bataille de la Porte Colline                           | novembre 82        | Rome (Italie)                                                 | Victoire décisive des partisans de Sylla sur ceux de Marius                          |
| Troisième guerre de Mithridate                         |                    |                                                               |                                                                                      |
| Bataille de Cabira                                     | 72                 | Cabira (Pont)                                                 | Victoire des Romains sur le royaume du Pont                                          |
| Siège de Sinope                                        | 71                 | Sinope (Pont, Turquie)                                        | Victoire des Romains sur le royaume du Pont                                          |
| Bataille de Tigranocerta                               | 6 octobre 69       | Tigranakert (Turquie)                                         | Victoire des Romains sur le Royaume d'Arménie                                        |
| Conjuration de Catilina                                |                    |                                                               |                                                                                      |
| Bataille de Pistoia (en)                               | 62                 | Pistoia, Italie                                               | Victoire de la République romaine sur Catilina                                       |
| Guerres Gauloises                                      |                    |                                                               |                                                                                      |
| Bataille de Solonion                                   | 61                 | oppidum de Soyons, Ardèche ?                                  | Victoire des Romains sur les Allobroges et alliés                                    |
| Guerre des Gaules                                      |                    |                                                               |                                                                                      |
| Bataille de Bibracte                                   | 58                 | près de Bibracte                                              | Victoire des Romains sur les Helvètes et alliés                                      |
| Bataille de l'Ochsenfeld                               | 58                 | Haute-Alsace                                                  | Victoire des Romains sur les Germains                                                |
| Bataille d'Octodure                                    | 57                 | Octodure (Suisse)                                             | Victoire des Romains sur les Celtes                                                  |
| Bataille de l'Aisne                                    | 57                 | France actuelle, Aisne                                        | Victoire des Romains sur les Celto-Germains                                          |
| Bataille de la Sambre                                  | 57                 | Belgique                                                      | Victoire des Romains sur les Celto-Germains                                          |
| Bataille du Morbihan                                   | 56                 | près de Saint-Gildas-de-Rhuys ?                               | Victoire navale des Romains sur les Celtes                                           |
| Bataille d'Aduatuca                                    | 54                 | Vallée du Geer, près de Tongres                               | Victoire des Celtes et des Germains sur les Romains                                  |
| Siège d'Avaricum                                       | 52                 | Avaricum                                                      | Victoire des Romains sur les Celtes                                                  |
| Bataille de Gergovie                                   | 52                 | Gergovie, près de Nemossos, (Puy-de-Dôme, France)             | Victoire des Celtes sur les Romains                                                  |
| Bataille de Lutèce                                     | 52                 | Lutèce                                                        | Victoire des Romains sur les Celtes                                                  |
| Bataille d'Alésia                                      | 52                 | Alésia (Côte-d'Or, France)                                    | Victoire décisive des Romains et des Germains sur les Celtes                         |
| Siège d'Uxellodunum                                    | 51                 | Puy d'Issolud (Lot, France)                                   | Victoire décisive des Romains et des Germains sur les Gaulois                        |
| Guerre contre les Parthes                              |                    |                                                               |                                                                                      |
| Bataille de Carrhes                                    | 1er juin 53        | Haran (Turquie)                                               | Victoire décisive des Parthes sur les Romains                                        |
| Battle of Mount GindarusBataille du Mont Gindarus (en) | 39                 | Mont Gindarus, Syrie                                          | Victoire des Romains sur les Parthes                                                 |
| Guerre civile de César                                 |                    |                                                               |                                                                                      |
| Bataille de Marseille                                  | 27 juin 49         | au large de Marseille                                         | Victoire navale des partisans de César sur la flotte de Massilia, alliée de Pompée   |
| Bataille d'Ilerda                                      | été 49             | Lérida, Espagne                                               | Victoire de César sur les Pompéiens                                                  |
| Bataille de Tauroenthum                                | 31 juillet 49      | au large de Saint-Cyr-sur-Mer                                 | Victoire navale des partisans de César sur ceux de Pompée                            |
| Siège de Marseille                                     | avril à octobre 49 | Marseille                                                     | Victoire des partisans de César sur Massilia, alliée de Pompée                       |
| Bataille d'Utique (en)                                 | 49                 | Utique (Tunisie)                                              | Victoire des armées de César sur les Numides, alliés de Pompée                       |
| Bataille de Bagradas                                   | 49                 | rivière Bagradas                                              | Victoire des Numides et des partisans de Pompée sur ceux de César                    |
| Bataille de Dyrrhachium                                | 48                 | Dyrrachium (de nos jours Durrës, Albanie)                     | Victoire de Pompée sur César                                                         |
| Bataille de Pharsale                                   | 9 août 48          | Pharsale (Thessalie, nord de la Grèce)                        | Victoire de César sur Pompée                                                         |
| Bataille du Nil (en)                                   | 47                 | delta du Nil, Égypte                                          | Victoire de César sur les Égyptiens                                                  |
| Bataille de Zéla                                       | 12 juin 47         | en Asie mineure                                               | Victoire de César sur Pharnace II roi du Pont                                        |
| Bataille de Ruspina                                    | 4 janvier 46       | Ruspina, Tunisie                                              | Victoire des Pompéiens sur César                                                     |
| Bataille de Thapsus                                    | 6 février 46       | Thapsus (Tunisie)                                             | Victoire de César sur les Pompéiens                                                  |
| Bataille de Munda                                      | 17 mars 45         | Munda (sud de l'Espagne)                                      | Victoire de César sur les Pompéiens                                                  |
| Guerre civile des Libérateurs                          |                    |                                                               |                                                                                      |
| Bataille de Rhodes                                     | 44                 | au large de Rhodes                                            | Victoire navale de Cassius sur Rhodes                                                |
| Bataille de Modène                                     | 43                 | Modène (Italie) (Italie)                                      | Victoire de Aulus Hirtius sur Marc Antoine                                           |
| Bataille de Philippes                                  | 42                 | Philippes (Macédoine orientale)                               | Victoire des triumvirs Marc Antoine et Octave sur les Républicains Brutus et Cassius |
| Révolte de la Sicile                                   |                    |                                                               |                                                                                      |
| Bataille de Nauloque                                   | septembre 36       | au large de Nauloque, côte nord de la Sicile                  | Victoire des partisans d'Octave sur Sextus Pompée                                    |
| Dernière Guerre civile de la République romaine        |                    |                                                               |                                                                                      |
| Bataille d'Actium                                      | 2 septembre 31     | Golfe Ambracique, près d'Actium (île de Corfou, mer Ionienne) | Victoire navale décisive d'Auguste sur Marc Antoine et Cléopâtre                     |

### Ère chrétienne
| Bataille                            | Date(s)               | Lieu                                           | Résumé                                                                        |
| ----------------------------------- | --------------------- | ---------------------------------------------- | ----------------------------------------------------------------------------- |
| Autres batailles de l'Empire romain |                       |                                                |                                                                               |
| Bataille de Teutoburg (ou de Varus) | 9                     | Près de Osnabrück (Allemagne)                  | Victoire des Germains sur les Romains                                         |
| Bataille d'Idistaviso               | 16                    | près du fleuve Weser, Allemagne                | Victoire des Romains sur les Germains                                         |
| Bataille de Lichefield              | 44                    | île de Bretagne                                | Victoire des Romains sur les Celtes                                           |
| Bataille de Caer Caradoc            | 50                    | Caer Caradoc, Shropshire                       | Victoire des Romains sur les Bretons                                          |
| Bataille de Watling Street          | 61                    | Watling Street                                 | Victoire décisive des Romains sur les Bretons                                 |
| Bataille de Vesontio                | 68                    | Proche de l'actuelle Besançon                  | Victoire de l'armée de Lucius Verginius Rufus sur les troupes de Vindex       |
| Première bataille de Bedriacum      | 14 avril 69           | Bedriacum, près de Crémone                     | Victoire de Vitellius sur Othon                                               |
| Seconde bataille de Bedriacum       | 24 octobre 69         | Bedriacum, près de Crémone                     | Victoire de Vespasien sur Vitellius                                           |
| Siège de Jérusalem                  | 70                    | Jérusalem                                      | Victoire des Romains sur les juifs                                            |
| Siège de Massada (en)               | 73                    | Massada (Israël)                               | Victoire totale des Romains sur les juifs                                     |
| Bataille du mont Graupius           | 84                    | Calédonie (Écosse)                             | Victoire des Romains sur les Pictes                                           |
| Première bataille de Tapae          | 87                    | Tapae (Transylvanie, Roumanie)                 | Victoire des Daces sur les Romains                                            |
| Bataille d'Adamclisi                | 102                   | Adamclisi, Județ de Constanța, Roumanie        | Victoire décisive des Romains sur les Daces                                   |
| Bataille d'Issos                    | 194                   | près d'Issos                                   | Victoire de Septime Sévère sur Pescennius Niger                               |
| Bataille de Lugdunum                | 19 février 197        | Lugdunum en Gaule (Lyon, France)               | Victoire décisive de l'armée de Septime Sévère sur celles de Clodius Albinus  |
| Bataille de Nisibis                 | 217                   | Nusaybin (Turquie)                             | Victoire des Parthes sur les Romains                                          |
| Bataille d'Abrittus                 | 1er juillet 251       | Razgrad, Bulgarie                              | Victoire des Goths sur les Romains                                            |
| Bataille de Mediolanum              | 259                   | Mediolanum, Italie                             | Victoire totale des Romains sur les Alamans                                   |
| Bataille de Naissus                 | 268                   | Nis (Serbie)\|                                 | Victoire des Romains sur les Goths                                            |
| Bataille du lac Benacus             | 268                   | Lac de Garde (Italie)                          | Victoire des Romains sur les Alamans                                          |
| Bataille de Plaisance               | 271                   | Plaisance (Italie)                             | Victoire des Juthunges sur les Romains                                        |
| Bataille de Pavie                   | 271                   | près de Pavie, Italie                          | Victoire décisive des Romains sur les Juthunges                               |
| Bataille de Châlons                 | 274                   | près de Châlons-en-Champagne                   | Victoire d'Aurélien sur Tetricus                                              |
| Bataille du Margus                  | 285                   | sur les rives de la Morava (Serbie)            | Victoire de Dioclétien sur Carin                                              |
| Bataille de Lingones                | 298                   | près de Langres (France)                       | Victoire des Romains sur les Alamans                                          |
| Bataille du pont Milvius            | 312                   | près de Rome (Italie)                          | Victoire de l'armée de Constantin sur celle de Maxence                        |
| Bataille de Cibalae                 | 8 octobre 316         | Vinkovci (Croatie)                             | Victoire de Constantin sur Licinius                                           |
| Bataille d'Andrinople               | 3 juillet 324         | près d'Andrinople                              | Victoire de Constantin sur Licinius                                           |
| Bataille de l'Hellespont            | juillet 324           | Détroit des Dardanelles                        | Victoire de la flotte de Constantin sur celle de Licinius                     |
| Bataille de Chrysopolis             | 18 septembre 324      | Üsküdar (Turquie)                              | Victoire de Constantin sur Licinius                                           |
| Bataille de Mursa Major             | 351                   | Osijek (Croatie)                               | Victoire de Constance II sur Magnence                                         |
| Bataille de Mons Seleucus           | 353                   | La Bâtie-Montsaléon (France)                   | Victoire de Constance II sur Magnence                                         |
| Bataille d'Argentoratum             | 357                   | Argentoratum (Strasbourg, France)              | Victoire des Romains sur les Alamans                                          |
| Bataille d'Argentovaria             | mai 378               | Horbourg-Wihr (Haut-Rhin)                      | Victoire des Romains sur les Lentiens                                         |
| Bataille d'Andrinople               | 9 août 378            | Edirne (Turquie)                               | Victoire des Goths sur les Romains                                            |
| Bataille de la Rivière Froide       | 5 et 6 septembre 394  | près d'Aquilée (Slovénie                       | Victoire de l'empereur Théodose Ier sur l'usurpateur Eugenius                 |
| Bataille de Pollentia               | 6 avril 402           | près de Bra (Italie)                           | Victoire des Romains sur les Wisigoths                                        |
| Bataille de Vérone                  | été 403               | Vérone (Italie)                                | Victoire des Romains sur les Wisigoths                                        |
| Sac de Rome                         | août 410              | Rome                                           | Victoire des Wisigoths sur les Romains                                        |
| Siège d'Arles                       | 411                   | Arles                                          | Victoire de Constance sur Constantin III                                      |
| Bataille des champs Catalauniques   | 20 / 22 septembre 451 | près de Troyes (France)                        | Victoire des Romains et alliés germaniques sur les Huns et alliés germaniques |
| Bataille d'Orléans                  | 463                   | Aurelianum (Orléans, France)                   | Victoire des Romains et des Francs sur les Wisigoths                          |
| Autres                              |                       |                                                |                                                                               |
| Bataille d'Hormizdaghan             | 224                   | région de Suse, Iran                           | Victoire décisive des Sassanides sur les Parthes                              |
| Bataille d'Avarayr                  | 26 mai 451            | Avarayr, Arménie                               | Victoire des Sassanides sur les Arméniens                                     |
| Bataille de la Nedao                | 454                   | sur les rives de la Nedava, Pannonie           | Victoire des Gépides et des Ostrogoths sur les Huns                           |
| Bataille de la rivière Órbigo       | 456                   | Río Órbigo, provinces de León et de Zamora     | Victoire des Wisigoths sur les Suèves                                         |
| Bataille de Crayford                | 457                   | Crayford (Angleterre)                          | Victoire des Saxons sur les Bretons                                           |
| Bataille de Déols                   | 469                   | Déols, Indre (France)                          | Victoire des Wisigoths sur les Bretons                                        |
| La guerre Sassano-Romaine           |                       |                                                |                                                                               |
| Bataille de Rhesaina                | 243                   | Ras al-Ayn, Syrie                              | Victoire des Romains sur les Sassanides                                       |
| Bataille d'Édesse                   | 260                   | Şanlıurfa (Turquie)                            | Victoire décisive des Sassanides sur les Romains                              |
| Bataille de Ctésiphon               | 29 mai 363            | capitale Royaume Perse (proche de Bagdad Irak) | Victoire des Romains sur les Sassanides                                       |
| Bataille de Maranga                 | 22 juin 363           | Royaume Perse                                  | Victoire des Romains sur les Sassanides                                       |

## Extrême-Orient

### Chine
| Bataille                              | Date(s)       | Lieu                                                    | Résumé                                                                                |
| ------------------------------------- | ------------- | ------------------------------------------------------- | ------------------------------------------------------------------------------------- |
| Période des Printemps et Automnes     |               |                                                         |                                                                                       |
| Bataille de Chengpu                   | 632           | province du Henan ou du Shandong                        | Victoire décisive de l'armée de Jin sur celle de Chu                                  |
| Bataille de Bi                        | 595           | ?                                                       | ?                                                                                     |
| Bataille de An                        | 588           | ?                                                       | ?                                                                                     |
| Bataille de Yanling                   | 575           | ?                                                       | ?                                                                                     |
| Bataille de Bai Ju                    | 506           | ?                                                       | ?                                                                                     |
| Période des Royaumes combattants      |               |                                                         |                                                                                       |
| Bataille de Guiling                   | 354           | province du Shanxi ou d'Hebei                           | Victoire de l'armée de Qi sur celle de Wei                                            |
| Bataille de Maling                    | 342           | province du Henan                                       | Victoire de l'armée de Qi sur celle de Wei                                            |
| Bataille de Yique                     | 293           | province du Henan                                       | Victoire de l'armée de Qin sur celles de Wei et de Han                                |
| Bataille de Changping                 | 260           | province du Shanxi                                      | Victoire décisive de l'armée de Qin sur celle de Zhao                                 |
| Bataille de Julu                      | 207           | province du Hebei                                       | Victoire décisive de l'armée de Chu sur celle de Qin                                  |
| Dynastie Han occidentaux              |               |                                                         |                                                                                       |
| Bataille de Jingxing                  | 204           | province du Hebei                                       | Victoire décisive de l'armée de Han sur celle de Zhao                                 |
| Bataille de Gaixia                    | 202           | province de l'Anhui                                     | Victoire décisive de l'armée de Han sur celle de Chu                                  |
| Invasion de Xiongnu                   | 201 à 200     | nord-ouest de la Chine                                  | Victoire décisive de l'armée de Xiongnu sur celle de Gaozu                            |
| Bataille de Mobei                     | 119           | Vallée de l'Orkhon, Mongolie                            | Victoire décisive de l'armée de Han sur les Xiongnu                                   |
| Bataille de Kunyang                   | 23            | Pingdingshan, province du Henan                         | Victoire de l'armée de Han sur celle de Xin                                           |
| Dynastie Han orientaux                |               |                                                         |                                                                                       |
| Bataille d'Ikh Bayan                  | 89            | en Mongolie                                             | Victoire décisive de l'armée de Han sur les Xiongnu                                   |
| Bataille de Jwa-won                   | 172           | Jwa-won, Mandchourie                                    | Victoire du royaume de Koguryo sur la dynastie Han                                    |
| Bataille de Xiapi                     | 198           | Pizhou, province du Jiangsu                             | Victoire de Cao Cao et Liu Bei sur Lü Bu                                              |
| Bataille de Guandu 官渡之战           | 200           | (Chine)                                                 | Victoire décisive de Cao Cao sur Yuan Shao                                            |
| Bataille de Xiakou                    | printemps 208 | Wuhan, province du Hubei                                | Victoire de Sun Quan sur Liu Biao                                                     |
| Bataille de Changban                  | octobre 208   | Dangyang, province du Hubei                             | Victoire de Cao Cao sur Liu Bei                                                       |
| Bataille de la Falaise rouge 赤壁之战 | Hiver 208     | sur le Yangzi (Chine)                                   | Victoire décisive du Royaume de Wu (Sun Quan) et Royaume de Shu (Liu Bei) sur Cao Cao |
| Bataille de Yiling                    | hiver 208     | Yichang, province du Hubei                              | Victoire de Sun Quan sur Cao Cao                                                      |
| Bataille de Jiangling                 | hiver 208     | Jingjiang, province du Jiangsu                          | Victoire de Sun Quan et Liu Bei sur Cao Cao                                           |
| Bataille de la passe de Tong          | 211           | Xian de Tongguan, province du Shaanxi                   | Victoire de Cao Cao sur Han Sui et Ma Chao                                            |
| Bataille de Yangping                  | 215           | province du Guangxi                                     | Victoire de Cao Cao sur Zhang Lu                                                      |
| Bataille du mont Dingjun              | 219           | Mont Dingjun, province du Shaanxi                       | Victoire de Liu Bei sur Cao Cao                                                       |
| Bataille de Fancheng                  | 219           | District de Fancheng, province du Hubei                 | Victoire de Cao Cao sur Liu Bei                                                       |
| Trois Royaumes de Chine               |               |                                                         |                                                                                       |
| Bataille de Yiling                    | 222           | plaine du Yichang, province du Hubei                    | Victoire du Royaume de Wu sur le Royaume de Shu                                       |
| Campagne contre le Wu de Cao Pi       | 222 - 225     | combats le long du fleuve Yangzi Jiang                  | Victoire décisive du Royaume de Wu sur le Royaume de Wei                              |
| Bataille de Jieting                   | 228           | Jieting, province du Gansu                              | Victoire décisive du Royaume de Wei sur le Royaume de Shu                             |
| Bataille de Shiting                   | 228           | Shiting, province de l'Anhui                            | Victoire du Royaume de Wu sur le Royaume de Wei                                       |
| Bataille des plaines de Wuzhang       | 234           | Plaines de Whuzang                                      | Victoire décisive du Royaume de Wei sur le Royaume de Shu                             |
| Campagne du Liaodong                  | 238           | Bassin de la rivière Liao, Liaoning                     | Victoire décisive du Royaume de Wei sur le clan Gongsun                               |
| Campagne du Wu contre le Wei          | 241           | Xian de Shou, district de Fancheng et Xian de Xiangzhou | Victoire du Royaume de Wei sur le Royaume de Wu                                       |
| Bataille de Xingshi                   | 244           | Mont Xingshi, province du Shaanxi                       | Victoire du Royaume de Shu sur le Royaume de Wei                                      |
| Guerre entre le Koguryo et le Wei     | 244 - 245     | Mandchourie et péninsule de Corée                       | Victoire décisive du Royaume de Wei sur le Koguryo                                    |
| Bataille de Dongxing                  | 252           | Dongxing, au Sud-Est de l'actuelle ville de Chaohu      | Victoire du Royaume de Wu sur le Royaume de Wei                                       |
| Bataille de Didao                     | 255           | Didao, dans l'actuelle province de Gansu,               | Victoire à la Pyrrhus du Royaume de Wei sur le Royaume de Shu                         |
| Conquête du Shu par le Wei            | 263           | Royaume de Shu                                          | Annexion du Royaume de Shu par le Royaume de Wei                                      |
| Conquête du Wu par le Jin             | 280           | Bassin du fleuve Yangzi Jiang                           | Annexion du Royaume de Wu par la Dynastie Jin                                         |
| Dynastie Jin                          |               |                                                         |                                                                                       |
| Bataille de la rivière Fei            | novembre 383  | au bord du Fei, vallée du Yangzi                        | Victoire de Jin sur Fu Jian                                                           |
| Bataille de Baoding                   | 395           | Baoding, province du Hebei                              | Victoire de l'armée de Wei sur celle des Xianbei                                      |